# Sporting Club Médiouni d'Oran
Maillots
Le Sporting Club Médiouni d'Oran (en arabe : النادي الرياضي لمديوني وهران), plus couramment abrégé en SCM Oran ou encore en SCMO, et appelé également le SC Médiouni d'Oran, est un club algérien de football fondé le 10 mai 1945 et basé à Oran.
L'équipe évolue au Stade Habib Bouakeul.

## Histoire

### Fondation
Le SCM Oran est considéré comme étant le club de football du quartier populaire d'Oran appelé Médioni. Il a été fondé le 10 mai 1945 et s'appelait alors Le Brillant. Il  regroupait des joueurs issus du quartier Boulanger (majoritairement habité par des espagnols), et de Médioni (majoritairement habité par des musulmans). Il a participé au championnat et à la Coupe d'Afrique du Nord.

### Post l'indépendance
Le Sporting de Médiouni a été la première équipe de l’Ouest de l’Algérie post-indépendante à jouer la phase finale des fameux critériums, installés avant la réunification du championnat national. En 1963, le team de feu Hadef assista à la finale, à Alger, pour l’obtention du titre national qui fut, en fin de compte, l’apanage de l’USM Alger des Bernaoui, El Okbi, Meziani et consorts.
Mohamed Bouhizeb est le deuxième buteur du Championnat, Après Abdelkader Reguig dit Ponse (ASM Oran) avec 19 buts.

### Accession en première division
Le SCM Oran gagne le championnat de la Division II en 1964–1965 et accède en division I. Emmenée par des joueurs comme, Mohamed Bouhizeb, Bounif Saidou, Mustapha Ali Cherif et Mohamed Ounes.
Durant la saison 67-68, le SCMO se classa à la troisième place du classement final du championnat national, laissant le soin au CRB d’être sacré champion d’Algérie. C’était le temps du beau football, teinté d’un jeu limpide basé sur l’offensive. Les Ali Cherif, Cherraka, Bouhizeb, Bounif saidou, Ounes et autres ont écrit, en ces temps-là, les plus belles pages des « Vert et Noir ». Puis ce fut la traversée du désert, qui verra le SCMO disparaître carrément du giron national.
Lors de la réforme sportive entre 1977 et 1987, le club fut parrainé par la l'entreprise nationale des produits laitiers (ONALAIT) et fut appelé Chabab Médioni Halib d'Oran (CMH Oran).

## Supporters
Le club représentait plus que le quartier Médioni et ses supporteurs s'appelaient dans les années 1960 Hassania, actuellement ils sont appelés Hamama.

## Bilan sportif

### Palmarès
| Compétitions nationales |
| --- |
| \| - Ligue 1 : - Champion Gr. ouest III : 1962-63. - 3e : 1965-66. - Ligue 2 (1) : - Champion Gr. ouest : 1964-65. - DNA (3) : - Champion Gr. ouest : 1984-85, 1995-96 et 2002-03. - Inter-région (3) : - Champion Gr. ouest : 1998-99, 2001-02 et 2013-14. \| |
| - Ligue 1 : - Champion Gr. ouest III : 1962-63. - 3e : 1965-66. - Ligue 2 (1) : - Champion Gr. ouest : 1964-65. - DNA (3) : - Champion Gr. ouest : 1984-85, 1995-96 et 2002-03. - Inter-région (3) : - Champion Gr. ouest : 1998-99, 2001-02 et 2013-14.       |

### Classement en championnat d'Algérie par année
- 1962-63 : C-H, Tour National  4e
- 1963-64 : D-H,Ouest 6e
- 1964-65 : D2, Gr Ouest 1er
- 1965-66 : D1, 3e
- 1966-67 : D1, 12e
- 1967-68 : D2, 6e
- 1968-69 : D2, 7e
- 1969-70 : D2, Gr Centre-Ouest 10e
- 1970-71 : D2, Gr Centre-Ouest 12e
- 1971-72 : D2, Gr Ouest ?e
- 1972-73 : D2, Gr Ouest ?e
- 1973-74 : D2, Gr Ouest ?e
- 1974-75 : D2, Gr Ouest ?e
- 1975-76 : D3, Gr Ouest ?e
- 1976-77 : D3, Gr Ouest ?e
- 1977-78 : D3, Gr Ouest ?e
- 1978-79 : D3, Gr Ouest ?e
- 1979-80 : D3, Gr Ouest ?e
- 1980-81 : D3, Gr Ouest ?e
- 1981-82 : D3, Gr Ouest ?e
- 1982-83 : D3, Gr Ouest ?e
- 1983-84 : D3, Gr Ouest ?e
- 1984-85 : D3, Gr Ouest 1er
- 1985-86 : D2, Gr Ouest 9e
- 1986-87 : D2, Gr Ouest 4e
- 1987-88 : D2, Gr Ouest 13e
- 1988-89 : D3, Gr , Régional Ouest 4e
- 1989-90 : D3, Gr, Régional Ouest 10e
- 1990-91 : D3, Gr Ouest 8e
- 1991-92 : D3, Gr Ouest ?e
- 1992-93 : D3, Gr Ouest ?e
- 1993-94 : D3, Gr Ouest ?e
- 1994-95 : D3, Gr Ouest ?e
- 1995-96 : D3, Gr Ouest 1er
- 1996-97 : D2, Gr Ouest 4e
- 1997-98 : D2, Gr Ouest 6e
- 1998-99 : D2, Gr Ouest 5e
- 1999-00 : D3, Gr Ouest 9e
- 2000-01 : D3, Gr Ouest 3e
- 2001-02 : D3, Gr Ouest ?e
- 2002-03 : D3, Gr Ouest 1er
- 2003-04 : D2, Gr Ouest 11e
- 2004-05 : D3, inter-régions Ouest 5e
- 2005-06 : D3, inter-régions Ouest ?e
- 2006-07 : D3, inter-régions Ouest 11e
- 2007-08 : D3, inter-régions Ouest 6e
- 2008-09 : D3, inter-régions Ouest 5e
- 2009-10 : D3, inter-régions Ouest 13e
- 2010-11 : D4, inter-régions Ouest 6e
- 2011-12 : D4, inter-régions Ouest ?e
- 2012-13 : D4, inter-régions Ouest ?e
- 2013-14 : D4, inter-régions Ouest 1re
- 2014-15 : D3, DNA Ouest 3e
- 2015-16 : D3, DNA Ouest 5e
- 2016-17 : D3, DNA Ouest 5e
- 2017-18 : D3, DNA Ouest 9e
- 2018-19 : D3, DNA Ouest 3e
- 2019-20 : D3, DNA Ouest 13e
- 2020-21 : D3, inter-régions Ouest, Gr1 7e
- 2021-22 : D3, inter-régions Ouest 4e

### Bilan par compétitions
| Compétition       | Saisons | Titres | J   | G   | N   | P   | Bp  | Bc  | Diff. |
| ----------------- | ------- | ------ | --- | --- | --- | --- | --- | --- | ----- |
| Ligue 1           | 04      | -      | ... | ... | ... | ... | ... | ... | ...   |
| Ligue 2           | 16      | ...    | ... | ... | ... | ... | ... | ... | ...   |
| Division 3        | 32      | ...    | ... | ... | ... | ... | ... | ... | ...   |
| Division 4        | 4       | ...    | ... | ... | ... | ... | ... | ... | ...   |
| Coupe d'Algérie   | 56      | -      |     |     |     |     |     |     |       |
| Coupe de la Ligue | ...     | -      | ... | ... | ... | ... | ... | ... | ...   |
| Total             | 56      | -      | ... | ... | ... | ... | ... | ... | ...   |

### Parcours du SCMO en coupe d'Algérie
| Saison  | Tour              | Matchs                | Résultats     |
| ------- | ----------------- | --------------------- | ------------- |
| 1962-63 | 1re T.R           | La Marsa              | 2-1           |
| 1963-64 | 1/4 finale        | ES Sétif              | 1-0           |
| 1964-65 | 1/32 finale       | ES Mostaganem         | 2-1 a.p       |
| 1965-66 | 1/16 finale       | WA Tlemcen            | 2-1 a.p       |
| 1966-67 | 1/16 finale       | MC Oran               | 2-2 corn 8-0  |
| 1967-68 | 1/4 finale        | ES Sétif              | 2-1 a.p       |
| 1968-69 | 1/16 finale       | USM Blida             | 2-1           |
| 1969-70 | 1/16 finale       | WA Casoral Alger      | 3-2           |
| 1970-71 | 1/16 finale       | CS Constantine        | 2-0           |
| 1971-72 | 1/4 finale        | Hamra Annaba          | 2-0           |
| 1972-73 | ?                 | ?                     | ?             |
| 1973-74 | ?                 | ?                     | ?             |
| 1974-75 | ?                 | ?                     | ?             |
| 1975-76 | ?                 | ?                     | ?             |
| 1976-77 | 1/32 finale       | AS BNA Oran           | 2-1           |
| 1977-78 | ?                 | ?                     | ?             |
| 1978-79 | ?                 | ?                     | ?             |
| 1979-80 | ?                 | ?                     | ?             |
| 1980-81 | ?                 | ?                     | ?             |
| 1981-82 | ?                 | ?                     | ?             |
| 1982-83 | ?                 | ?                     | ?             |
| 1983-84 | ?                 | ?                     | ?             |
| 1984-85 | 1/32 finale       | Nadit Oran            | 1-0           |
| 1985-86 | 1/64 finale       | ES Mostaganem         | 1-0           |
| 1986-87 | 1/32 finale       | Nadit Oran            | 2-1           |
| 1987-88 | 1/16 finale       | MC Alger              | 2-1           |
| 1988-89 | 1/32 finale       | GC Mascara            | 3-2 a.p       |
| 1989-90 | N.J               | N.J                   | N.J           |
| 1990-91 | Dernier T.R       | IRB Oued El Kheir     | ?             |
| 1991-92 | 1/32 finale       | CR Témouchent         | 2-1           |
| 1992-93 | N.J               | N.J                   | N.J           |
| 1993-94 | 1/32 finale       | ASO Chlef             | 2-0           |
| 1994-95 | ?e T.R            | ?                     | ?             |
| 1995-96 | Dernier T.R       | MC Saida              | ?             |
| 1996-97 | 1/32 finale       | NRB Gouray            | 4-1           |
| 1997-98 | Dernier T.R       | RC Relizane           | 2-0           |
| 1998-99 | ?e T.R            | ?                     | ?             |
| 1999-00 | ?e T.R            | ?                     | ?             |
| 2000-01 | ?e T.R            | ?                     | ?             |
| 2001-02 | Dernier T.R       | CR Témouchent         | ?             |
| 2002-03 | 1/16 finale       | ES Bouakeul           | 1-1 t.a.b 5-3 |
| 2003-04 | Dernier T.R       | NRB Béthioua          | 2-1           |
| 2004-05 | 1/32 finale       | CA Bordj Bou Arreridj | 1-0           |
| 2005-06 | Dernier T.R       | WA Mostaganem         | ?             |
| 2006-07 | 1/32 finale       | MC Oran               | 1-1 t.a.b     |
| 2007-08 | ?e T.R            | ?                     | ?             |
| 2008-09 | Avant dernier T.R | MC Oran               | 0-0 t.a.b 4-3 |
| 2009-10 | Avant dernier T.R | USM Bel Abbès         | ?             |
| 2010-11 | ?e T.R            | ?                     | ?             |
| 2011-12 | Dernier T.R       | ES Araba              | ?             |
| 2012-13 | Avant dernier T.R | IRB Maghnia           | 4-2           |
| 2013-14 | 1/32 finale       | USM Bel Abbès         | 3-0           |
| 2014-15 | Dernier T.R       | AS Marsa              | 3-2 a.p       |
| 2015-16 | 1/16 finale       | USM Bel Abbès         | 1-0           |
| 2016-17 | 1/32 finale       | ES Sétif              | 2-0           |
| 2017-18 | 3e T.R            | CR Bendaoud           | 1-0           |
| 2018-19 | Dernier T.R       | ASM Oran              | 1-0           |
| 2019-20 | Dernier T.R       | WA Tlemcen            | 1-2           |
| 2020-21 | N.J               | N.J                   | N.J           |
| 2021-22 | N.J               | N.J                   | N.J           |
| 2022-23 | Dernier T.R       | IRB Maghnia           | ?             |
| 2023-24 | 1/32 finale       | ES Mostaganem         | 3-0           |
| 2024-25 | Dernier T.R       | IRB El Kerma          | 2-1           |

#### Statistiques Tour atteint
le SCMO à participer en 55 édition, éliminé au tours régionale 19 fois et atteint les tours finale 22 fois.
| Édition | 1er tour | 2e tour | 3e tour | 4e tour | 64e de finale | 32e de finale | 16e de finale | 8e de finale | Quart de finale | Demi-finale | Finale | Champion |
| ------- | -------- | ------- | ------- | ------- | ------------- | ------------- | ------------- | ------------ | --------------- | ----------- | ------ | -------- |
| 55-24   | -        | 01      | 03      | -       | 06            | 11            | 08            | 00           | 03              | 00          | 00     | 00       |

## Personnalités du club

### Présidents du club
Les présidents qui se sont succédé à sa tête sont :
- 1962-1967 :  Kouider Hadef Dans l’histoire du football Algérien SCM Oran c’est le premier club qui s'est déplacé par Avion d'Oran à Annaba après l’indépendance en 1965 en Division 1.
- 1967-1969 :  Abdelkader Drif en Division 1 et Division 2.
- 1970-1972 :  El Hadj Dahou en  Division 2.
- 1973-1975 :  El Houari Korbaa en National II.
- 1976-1977 :  Mohamed Benjellal en  Régionale et Division d'Honneur.
- 1977-1989 : La réforme ONALAIT Halib Wahran (CMHO) CHABAB MOUREKEB HALIB OUAHRANE, NOM attribué par Monsieur SENDID Mohamed  ex arbitre international et secretaire général du syndicat de l'OROLAIT D'ORAN en Division d'Honneur, Régionale.
- 1999-1992 :  Youcef en Régionale.
- 1993-1994 :  Ouadi Korbaa en Régional.
- 1995-1998 :  Benyakhlef Benjellal président de l’association et Youcef Bouziane Meflah président de section foot en Régionale et Nationale II.
- 1999-2006 :  Mohamed Carrie en Inter-régions
- 2007-2008 :  Gueddih Zouaoui en Inter-régions
- 2008-2009 :  Miloud Hadef en Inter-régions.

### Entraîneurs du club
- Bahi Chibani Amer Abdelkader
- Ben Yebka Cheraka dit (Bika)
- Mohamed Bouhizeb
- Mohamed Benzemour
- Habib Boutte ... bouhizeb kaddour
- Mohamed Boubrisse
- Bendoukha
- Mohamed Baghdad
- Mohamed Maza
- Nacer Haddada
- Kheladi Mehimda

### Les anciens joueurs
Voici à titre d'exemple et de manière non exhaustive certains noms de joueurs internationaux, toutes générations confondues, ayant fait toutes leurs classes à SCM Oran (ou, dans le cadre de la prospection, découverts et lancés par SCM Oran).
| - Gardiens - Rachid - Mohamed Ounes |  | - Défenseurs - Tazi Belaleug - Bounif Saïd dit (Saïdou) - Seddik - Houari Drief - Mohamed Drief - Mohamed Ben Zemmour - Kada Toua - Ben Yebka Cheraka dit (Bika) - Mustapha Ali Cherif - Kechache H - Habib Boutte - Abdellah Benadjel |  | - Milieux - Ababou - Sayah Aârab - Krimo - Mohamed Namousi - Mokhtar Bouhizeb - Abed |  | - Attaquants - Kadour Bouhizeb - Baknis - Bridji - Mounir - Mohamed Bouhizeb - Boukhachba Mohamed (survenu le jeudi 27 juillet 1995.) - Tirir Belhadj - Bouhagrassa - Brahim Tirass - Kafaiti - Belalia Med Tahar |

Les internationaux
- Mohamed Bouhizeb
- Ali Cherif Mustapha
- Mohamed Ounes

## Identités du club

### Historique du Logo

Logo ancien
Logo actuel

### Historique des noms officiels du club
| Brillant Medioni Sportif Oranais (SCMO) |
| --------------------------------------- |

| Sporting Club Medioni Oran (SCMO) |
| --------------------------------- |

| Chabab Mourekeb Halib Ouahrane (CMHO) |
| ------------------------------------- |

| Sporting Club Medioni Oran (SCMO) |
| --------------------------------- |